# كراديس (قرية)
قرية كراديس هي إحدى القرى التابعة لمركز ديرب نجم في محافظة الشرقية في جمهورية مصر العربية. حسب إحصاءات سنة 2006، بلغ إجمالي السكان في كراديس 9260 نسمة، منهم 4733 رجل و4527 امرأة.